# Amirbai Karnataki
Amirbai Karnataki (vers 1906 - 3 mars 1965), est une célèbre actrice et chanteuse de playback du début du cinéma indien.  Le Mahatma Gandhi était un fervent admirateur de sa chanson Vaishnava Jana To.